# Dienstags bei Morrie
Dienstags bei Morrie ist der Titel eines Buches von Mitch Albom aus dem Jahre 1997; die deutsche Übersetzung von Angelika Bardeleben erschien 1998. Das Buch wurde 1999 als Vorlage für die gleichnamige Verfilmung mit Hank Azaria und Jack Lemmon verwendet.
Das Buch basiert auf der wahren Geschichte des an amyotropher Lateralsklerose erkrankten Soziologieprofessors Morrie Schwartz und seiner Beziehung zu seinem Studenten Mitch Albom. Sowohl das Buch als auch der Film zeigen die Lektionen des Lebens, die Albom von seinem sterbenden Professor lernt.

## Handlung
Mitch Albom ist ein erfolgreicher Sportjournalist und hat seine Collegejahre weit hinter sich gelassen, als er ein Fernsehinterview seines ehemaligen Soziologieprofessors und Mentors Morrie Schwartz sieht. Er erfährt dabei, dass Morrie an der tödlichen Krankheit ALS erkrankt ist. Als er erkennt, dass sein alter Freund nicht mehr lange zu leben hat, beschließt er, ihn zu besuchen. Er reist jeden Dienstag von Detroit nach Newton, bis Schwartz stirbt. Bei jedem Treffen lernt er Schwartz’ einfache Lektionen für ein glückliches Leben, welche er für das Buch dokumentiert.

## Ausgaben
- Dienstags bei Morrie Goldmann, München 1998 (dt. v. Angelika Bardeleben), ISBN 3-442-30820-8
- Dienstags bei Morrie. Die Lehre eines Lebens. Goldmann, München 2002 (dt. v. Angelika Bardeleben), ISBN 3-442-45175-2